# Västtyskland vid världsmästerskapen i friidrott
Västtyskland tog totalt 11 medaljer vid de två världsmästerskap i friidrott där landet deltog. 
| År   | Guld | Silver | Brons | Totalt |
| 1983 | 2    | 5      | 1     | 8      |
| 1987 | 0    | 1      | 2     | 3      |